# Ametrodiplosis crassinerva
Ametrodiplosis crassinerva är en tvåvingeart som först beskrevs av Jean-Jacques Kieffer 1901.  Ametrodiplosis crassinerva ingår i släktet Ametrodiplosis och familjen gallmyggor. Inga underarter finns listade i Catalogue of Life.